# Rebutia albopectinata
Rebutia albopectinata (лат.) — кактус, вид рода Ребуция (Rebutia) семейства Кактусовые (Cactaceae), эндемик Боливии.

## Ботаническое описание

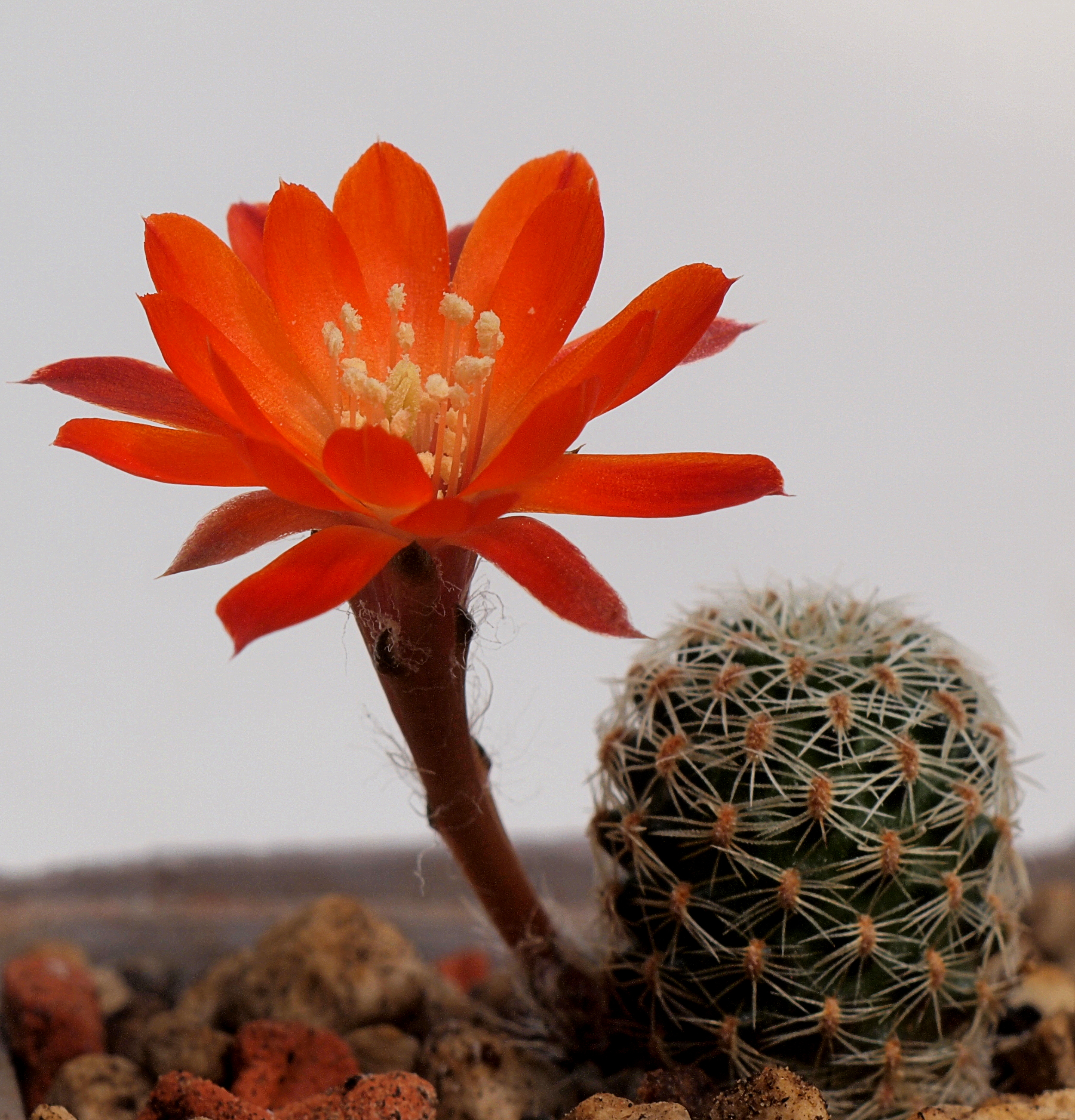
R. albopectinata

Rebutia albopectinata — кактус с серо-зелёными ребристыми стеблями шарообразной формы до 1,5 см в диаметре. Стебель имеет до 16 вертикальных глубоких ребёр, которые разделены на выдающиеся бугорки. Овальные ареолы белые или светло-коричневые имеют до двух небольших центральных белых колючек длиной до 1 мм, которые также могут вовсе отсутствовать. Радиальные колючки до 3 мм в длину. Одна из 13 белых радиальных колючек направлена вниз, а остальные растут попарно и стелятся по поверхности стебля, равномерно покрывая его.
Цветки красные достигают в диаметре 4,5 см и до 5 см в длину. Гипантий и цветочная трубка покрыты белыми волосками и щетинками. Плоды — шаровидные, покрыты белыми волосками и щетинками, до 5 мм в диаметре.

## Таксономия
Вид R. albopectinata был впервые описан австрийским ботаником-специалистом по кактусам Вальтером Раушем в 1972 году.

## Распространение и местообитание
R. albopectinata — эндемик Боливии. Встречается в департаменте Чукисака в окрестностях города Кульпина. Произрастает в экорегионе Пуна.

## Охранный статус
Красная книга МСОП относит вид к «видам, подверженным угрозе вымирания».